# Синдром Райта
Синдром Ра́йта (англ. Irving S. Wright, синонимы: синдром Райта — Менделовича, синдром малой грудной мышцы, гиперабдукционный синдром, клювовидно-пекторальный синдром) — один из группы шейно-плечевых синдромов, характеризующийся расстройством кровоснабжения и иннервации верхней конечности вследствие сдавления подмышечных сосудов и стволов плечевого сплетения.

## Этиология и патогенез
Причинами развития этого синдрома могут быть увеличение или склероз малой грудной мышцы. Предрасполагающими факторами к развитию синдрома Райта могут быть длительные работы, связанные с отведением плеча (например, проведение малярных работ без тренировки, работа кистью у художников).
При максимальном отведении плеча натягивающаяся малая грудная мышца может прижимать сосудисто-нервный пучок к клювовидному отростку лопатки. Подобная микротравма, постоянно и длительно повторяясь, приводит не только к механическому сдавлению просвета артерии в момент прижатия, но и вызывает также спазм сосуда и поддерживает раздражение стволов плечевого сплетения.

## Клиника
Синдром Райта клинически проявляется болями в области грудной мышцы, смещающимися в руку и плечо, нарушением кожной чувствительности конечностей, побелением кисти и пальцев, иногда с некоторой отечностью их, вегетативными расстройствами кисти, особенно на радиальной её стороне. Характерно исчезновение пульса на лучевой артерии при максимальном отведении плеча при закидывании кисти на затылок.

## Лечение
Лечение предусматривает покой и устранение повреждающих факторов (перевод на другую работу). При упорных болях и других проявлениях синдрома (если диагноз не вызывает сомнений) показаны физиолечение, грязелечение, парафиновые нанесения и другие тепловые процедуры. Применяют также новокаиновые блокады нижних шейных и верхних грудных симпатических ганглиев. При отсутствии эффекта от консервативной терапии прибегают к операции — пересечению сухожилия малой грудной мышцы.